# لیک لنداور (ویرجینیا)
لیک لنداور (به انگلیسی: Lake Land'Or) یک منطقهٔ مسکونی در ایالات متحده آمریکا است که در شهرستان کارولین، ویرجینیا واقع شده‌است. لیک لنداور ۱۲٫۴ کیلومتر مربع مساحت و ۴٬۲۲۳ نفر جمعیت دارد و ۸۸٫۳۹ متر بالاتر از سطح دریا واقع شده‌است.